# Rite opératif de Salomon
Le Rite opératif de Salomon est un rite maçonnique apparu dans le courant des années 1960 à l’issue d’un travail de recherche mené par Jacques de La Personne, alors président de la commission des rituels et grand orateur adjoint du Grand Orient de France. Il propose aux francs-maçons qui le pratiquent une approche très symboliste de la franc-maçonnerie, avec un accent particulier mis sur le cérémonial des réunions maçonniques. Ce rite est principalement pratiqué au sein de l'Ordre initiatique et traditionnel de l'Art royal (OITAR) que Jacques de La Personne crée en 1974.

## Historique
Jacques de La Personne, entré en franc-maçonnerie au Grand Orient de France le 16 décembre 1959, appartient à cette génération de francs-maçons qui se passionnent pour l'étude du Rite français à partir des sources des textes, dans la mouvance de frères comme René Guilly, par exemple. Initié dans la loge  « Les Inséparables du Progrès », il commence son travail au sein de cet atelier dont il est vénérable maître en 1964. Devenu grand orateur adjoint et président de la commission des rites du Grand Orient de France, c'est mandaté par elle pour mener à bien son projet qu'il obtient une patente pour créer la loge « Les Hommes » qui pratique sous forme expérimentale le résultat de ses travaux, à savoir : les trois premiers degrés de ce qui deviendra le Rite opératif de Salomon. La loge se crée le 7 février 1972[réf. nécessaire].
La loge « Les Hommes » pratique toujours ce rite. Par la suite soucieux de pouvoir continuer l'expérience de la création d'un rite original au XXe siècle dans un cadre plus libre, et désireux de l'ouvrir à la mixité, il crée l'Ordre initiatique et traditionnel de l'Art royal en janvier 1974 et se détache du GODF pour se constituer en structure indépendante. La première loge créée dans ce nouveau cadre, « Les Fondateurs » devient loge numéro un de l'OITAR.
Pendant près de dix ans, suivi par plusieurs frères et sœurs venus en grande partie du GODF, mais aussi du Droit Humain, il travaille à l'élaboration du rite à la fois au niveau des cahiers rituels (cérémonies des différents degrés, etc.) mais également au niveau des livres dit : de fonctionnement ;  fixant les usages et les consignes de l'ordre et de ses loges. Au début des années 1980, le projet de continuer à perfectionner le rite, au sein d'une loge de recherche et d'études: la loge « Hermes» se fait jour. Il s'agit notamment d'expérimenter une nouvelle structure symbolique et notamment un ordre différent des degrés maçonniques. Le but avoué par son concepteur[source insuffisante] est de faire du second degré de la maçonnerie bleue (des trois premiers grades) le pivot symbolique du rite[réf. nécessaire].

## Degrés du rite
Le Rite opératif de Salomon pratiqué à l'OITAR se divise en neuf degrés répartis en trois ordres[réf. nécessaire] :
- Ordre Œuvrier des Bâtisseurs du Temple (Premier Ordre – voie artisanale en cinq degrés)
  - Apprenti
  - Compagnon
  - Maître
  - Maître Secret
  - Maître Maçon de la Marque
- Ordre Chevaleresque du Temple de Salomon (Deuxième Ordre – voie chevaleresque en deux degrés)
  - Chevalier de l’Arche Royale
  - Chevalier Rose-Croix
- Ordre Intérieur du Saint Temple (Troisième Ordre – voie sacerdotale en deux degrés)
  - Passeur de Lumière
  - Maître du Nom Ineffable

Les trois premiers degrés : apprenti, compagnon, maître, sont, comme le veut la tradition maçonnique, gérés indépendamment des degrés suivants dits « de Perfection » (à partir du quatrième degré). Les trois premiers degrés sont gérés par un grand maître général, entouré d'un conseil des grands maîtres territoriaux. Les degrés dits « de Perfection » sont gérés par le Suprême Conseil universel du Rite.